# Congregation (álbum)
Congregation es el tercer álbum de estudio de la banda estadounidense de rock alternativo The Afghan Whigs, lanzado en 1992.
El álbum figura en un libro editado por los periodistas Eddy Cilìa y Federico Guglielmi sobre los álbumes esenciales de rock. La publicación Pitchfork lo incluyó en su lista de los 25 mejores álbumes grunge de los años 1990.

## Listado de canciones
| LP original |                         |                                 |          |  |
| N.º         | Título                  | Música                          | Duración |  |
| 1.          | «Her Against Me»        | Dulli                           | 0:47     |  |
| 2.          | «I'm Her Slave»         | Dulli                           | 2:59     |  |
| 3.          | «Turn On The Water»     | Curley, Dulli, Earle, Mc Collum | 4:18     |  |
| 4.          | «Conjure Me»            | Curley, Dulli, Earle, Mc Collum | 4:03     |  |
| 5.          | «Kiss the Floore»       | Dulli, Mc Collum                | 4:00     |  |
| 6.          | «Congregation»          | Dulli, Mc Collum                | 4:27     |  |
| 7.          | «This Is My Confession» | Dulli                           | 3:13     |  |
| 8.          | «Dedicate It»           | Dulli                           | 3:22     |  |
| 9.          | «The Temple»            | Lloyd Webber, Rice              | 4:06     |  |
| 10.         | «Let Me Lie to You»     | Dulli                           | 4:36     |  |
| 11.         | «Tonight»               | Dulli                           | 3:41     |  |
| 37:72       |                         |                                 |          |  |

## Créditos
- Miss Ruby Belle — Voz
- Larry Brewer — Ingeniero
- Chris Cuffaro — Fotografía
- John Curley —	Fotografía
- Caroline DeVita — Diseño
- Greg Dulli — Voz, productor
- Steve Earle —	Batería
- Lance	Piano — Voz
- Rick McCollum — Voz, guitarra
- Rick & Bubba — Voz
- Jack Skinner — Máster
- Shawn Smith —	Voz
- Ross Ian Stein — Ingeniero
- Shecky Stein — Piano